# Weltmeisterschaften im Trampolinturnen 1964
Die 1. Turn-Weltmeisterschaften im Trampolinturnen fanden am 21. März 1964 in der Royal Albert Hall in London, England statt.

## Ergebnisse

### Männer Einzel
| Rang | Land               | Turner      |
| ---- | ------------------ | ----------- |
|      | Vereinigte Staaten | Dan Millman |
|      | Vereinigte Staaten | Gary Erwin  |
|      | England            | Dave Smith  |

### Damen Einzel
| Rank | Land               | Turnerin             |
| ---- | ------------------ | -------------------- |
|      | Vereinigte Staaten | Judy Wills           |
|      | England            | Lynda Ball           |
|      | Südafrika          | Karle van der Bogard |

### Medaillenspiegel
| Rang | Nation             | Gold | Silber | Bronze | Gesamt |
| ---- | ------------------ | ---- | ------ | ------ | ------ |
| 1    | Vereinigte Staaten | 2    | 1      | 0      | 3      |
| 2    | England            | 0    | 1      | 1      | 2      |
| 3    | Südafrika          | 0    | 0      | 1      | 1      |